# Glad vuurzwammetje
Het glad vuurzwammetje (Hygrocybe substrangulata) is een schimmel behorend tot de familie Hygrophoraceae. Hij leeft saprotroof op zure, humeuze zandgrond in verzurende, vochtige duinvallei.

## Kenmerken

### Uiterlijke kenmerken
Hoed
De hoed heeft een diameter van 5 tot 50 mm. De kleur is oranje-geel.
Lamellen
De lamellen zijn breed adnate of kort aflopend. De kleur is geelachtig.
Steel
De steel is tot 40 mm lang en heeft een dikte tot 4 mm. Hij is droog, glad en mat. De steel is cilindrisch en heeft dezelfde kleur als de hoed.
Sporenprint
De sporenprint is wit.

### Microscopische kenmerken
De hoedhuid heeft overwegend brede, bij de septen ingesnoerde, hyfen. De sporen zijn deels ingesnoerd en meten 9-12,5 × 5-7 μm.

## Verspreiding
In Nederland komt het glad vuurzwammetje zeer zeldzaam voor. Hij staat op de rode lijst in de categorie 'Gevoelig'.